# Montelupi-Palais Krakau

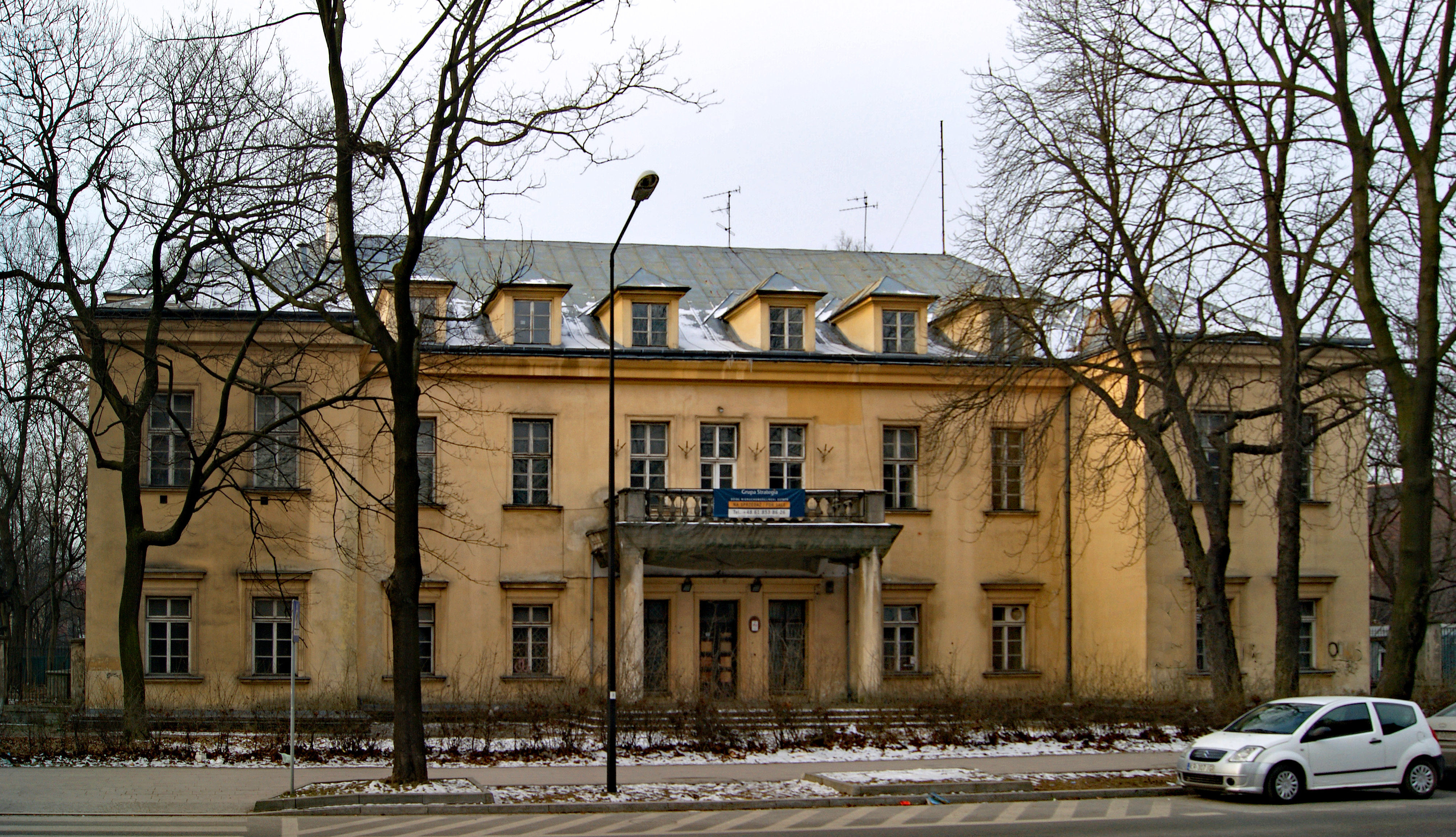
Montelupi-Palais Krakau

Das Montelupi-Palais (polnisch Pałac Montelupich auch Pałac Tarnowskich oder Pałac na Szlaku) in Krakau (Woiwodschaft Kleinpolen) ist ein Palais, das 1613 für die Adelsfamilie Montelupi erbaut wurde. 

## Lage und Beschreibung
Das Gebäude liegt im Stadtteil Kleparz, der sich unmittelbar nördlich der Krakauer Altstadt anschließt.

## Geschichte
Das Gebäude wurde für die aus Italien stammende und im 16. Jahrhundert in den Adelsstand erhobene Kaufmannsfamilie Montelupi erbaut. Im 17. und 18. Jahrhundert waren zahlreiche polnische Könige aus dem Haus Wasa, dem Haus Wettin und den Magnatendynastien Wiśniowiecki und Sobieski zu Gast in dem Palais. Danach übernahmen die Jesuiten den Palast. Später ging er an die Badeni, die ihn bis zur Mitte des 19. Jahrhunderts besaßen. Von den Badeni erwarben ihn die Tarnowski, die Antoni Łuszczkiewicz mit der Restaurierung des Gebäudes beauftragten. Der Umbau erfolgte bis 1878, als Stanisław Tarnowski in das Palais zog. Unmittelbar vor dem Zweiten Weltkrieg zogen die Salvatorianer ins Gebäude, den Schlosspark stifteten die Tarnowski der Stadt Krakau. In der Kriegszeit diente es der Hitlerjugend. 1950 zog das Radio Krakau in das Gebäude. Ab 1998 stand das Gebäude leer und drohte zu verfallen. 2015 erwarb die Europäische Hochschule Józef Tischner, heute eine Filiale der Universität SWPS, das Palais.